# Бьюрилл, Констант
Констант Фердинанд Бьюрилл (англ. Constant Ferdinand Burille, 30 августа 1866, Париж — октябрь 1914, Бостон) — американский шахматист французского происхождения.

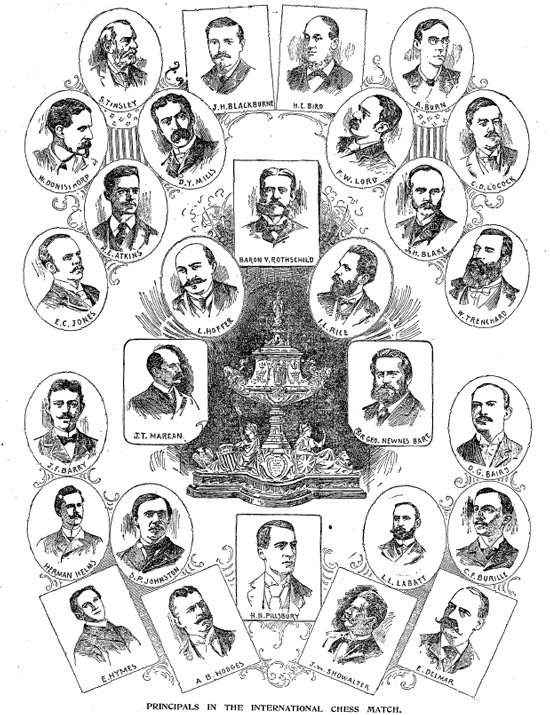
Участники, организаторы и спонсоры матча 1896 г. Сверху вниз. 1-й ряд: С. Тинсли, Дж. Блэкберн, Г. Берд, А. Берн. 2-й ряд: У. Донисихорп, Д. Миллс, Ф. Лорд, Ч. Локок. 3-й ряд: Г. Аткинс, барон А. Ротшильд, Дж. Блейк. 4-й ряд: Э. Джонс, Л. Хоффер, И. Райс, Г. Тренчард. 5-й ряд: Дж. Барри, Дж. Маркан, Дж. Ньюнс, Д. Бэйрд. 6-й ряд: Г. Хелмс, С. Джонстон, Г. Пильсбери, Л. Лабатт, К. Бьюрилл. 6-й ряд: Э. Хаймс, А. Ходжес, Дж. Шовальтер, Ю. Делмар

## Биография
Был членом шахматного клуба «Желтый мандарин» (букв. «Мандарин с желтой пуговицей» — «Mandarins of the Yellow Button») в Бостоне (позже — ШК им. Дешапеля). Членами этого клуба были также П. Уэр и Дж. Барри.
Некоторое время работал оператором шахматного автомата «Аджиб».
Наиболее известен по участию в международном турнире в Нью-Йорке (1889 г.).
В составе сборной США участвовал в двух международных матчах по телеграфу против сборной Англии (1896 и 1897 гг.). Оба раза выступал на 3-й доске (выше были только Г. Пильсбери и Дж. Шовальтер).
Ф. Янг поместил ряд партий Бьюрилла в свою книгу «Великая тактика шахмат» (The Grand Tactics of Chess), изданную в Бостоне в 1905 г.
Известна разработка Бьюрилла в варианте ECO D94, относящемся сейчас к защите Грюнфельда.

## Спортивные результаты
| Год  | Город    | Соревнование                                                  | +  | −  | = | Результат | Место |
| ---- | -------- | ------------------------------------------------------------- | -- | -- | - | --------- | ----- |
| 1888 | Бостон   | Матч с Ф. Янгом                                               |    |    |   | 13½ : 1½  |       |
| 1889 | Нью-Йорк | Международный турнир (6-й американский шахматный конгресс)    | 12 | 20 | 6 | 15 из 38  | 15    |
| 1892 | Бостон   | Матч с Г. Пильсбери                                           |    |    |   | 3 : 7     |       |
| 1896 |          | Матч по телеграфу Англия — США (3-я доска, против Г. Берда)   | 1  | 0  | 0 | 1 из 1    |       |
| 1897 |          | Матч по телеграфу Англия — США (3-я доска, против Г. Аткинса) | 0  | 1  | 0 | 0 из 1    |       |